# Муниципальное образование город Новоузенск
Муниципальное образование город Новоузенск — городское поселение в Новоузенском районе Саратовской области Российской Федерации.
Административный центр — город Новоузенск.

## История
Статус и границы городского поселения установлены Законом Саратовской области от 27 декабря 2004 года № 93-ЗСО «О муниципальных образованиях, входящих в состав Новоузенского муниципального района».

## Население
| 2009    | 2010    | 2011    | 2012    | 2013    | 2014    | 2015    |
| ------- | ------- | ------- | ------- | ------- | ------- | ------- |
| 16 873  | ↗17 586 | ↘17 541 | ↘17 335 | ↘17 152 | ↘16 986 | ↘16 900 |
| 2016    | 2017    | 2018    | 2019    | 2020    | 2021    |         |
| ↘16 608 | ↘16 498 | ↘16 223 | ↘15 915 | ↘15 658 | ↗15 718 |         |

## Состав городского поселения
| № | Населённый пункт | Тип населённого пункта        | Население |
| - | ---------------- | ----------------------------- | --------- |
| 1 | 2-я Пятилетка    | хутор                         | 5         |
| 2 | Блинов           | хутор                         | 1         |
| 3 | Мопровский       | хутор                         | 2         |
| 4 | Новоузенск       | город, административный центр | ↗15 216   |
| 5 | Солянка          | посёлок                       | ↘294      |
| 6 | Тимонин          | хутор                         | 13        |
| 7 | Узенский         | посёлок                       | ↘226      |
| 8 | Шестиворотный    | хутор                         | 34        |